# Estació de Sant Joan (SFM)
|  | Aquest article tracta sobre l'estació de SFM a Mallorca. Vegeu-ne altres significats a «Estació de Sant Joan (FGC)». |

L'estació de Sant Joan és una estació de tren de Serveis Ferroviaris de Mallorca. Serveix a la vila de Sant Joan, tot i erigir-se a fora vila i estar ubicada en el terme municipal de Sineu. S'obrí per primer cop l'any 1879 i prestà servei fins que es tancà la línia l'any 1977. Després que es reobrís la línia a Manacor, fou àmpliament reivindicada, fins que es reobrí l'any 2004, un any més tard que l'estació de Manacor. El 2012, es va proposar tornar a tancar l'estació en un programa d'estalvis en constatar que només una mitjana de quinze persones al dia l'utilitzen, i finalment la parada va ser suprimida aquest any.
La infraestructura té dues andanes laterals i està preparada per a dues vies, però només n'hi ha una, al costat de l'estació.
| Procedència/Destinació             | <     | Línia         | >     | Procedència/Destinació |
| ---------------------------------- | ----- | ------------- | ----- | ---------------------- |
| Serveis Ferroviaris de Mallorca    |       |               |       |                        |
| Estació Intermodal-Plaça d'Espanya | Sineu | Palma-Manacor | Petra | Manacor                |